# كيني ستيبي
كيني ستيبي (14 نوفمبر 1988 بأنتويرب في بلجيكا - ) هو لاعب كرة قدم بلجيكي في مركز حراسة المرمى. شارك مع منتخب بلجيكا تحت 21 سنة لكرة القدم. أما مع النوادي، فقد لعب مع بيرسخوت إيه سي وزولته فاريجيم وفاسلاند بيفيرين ونادي هيرنفين.

## روابط خارجية
- كيني ستيبي على موقع قاعدة بيانات كرة القدم.إي يو (الإنجليزية)
- كيني ستيبي على موقع Soccerway.com (الإنجليزية)
- كيني ستيبي على موقع عالم كرة القدم.نت (الإنجليزية)